# Орден Святого Йосипа

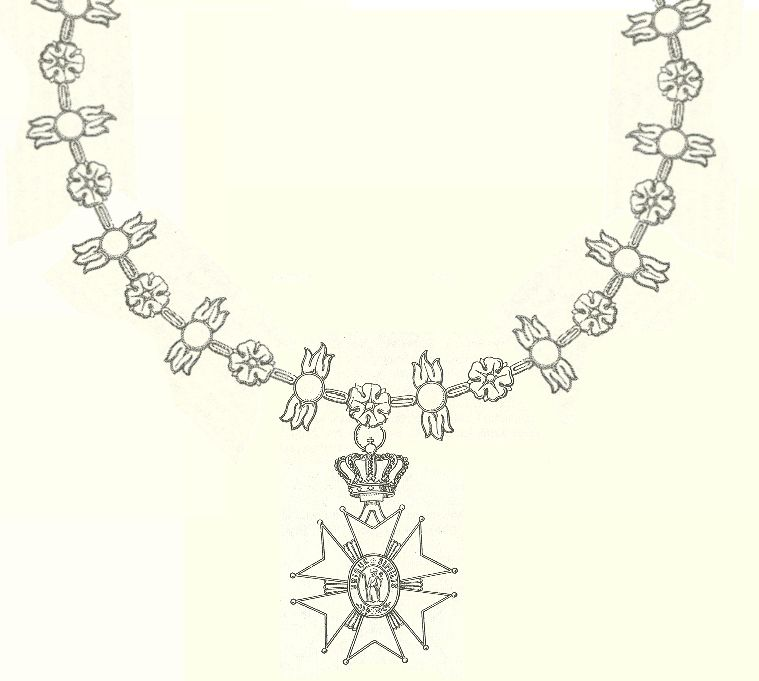
Ланцюг ордена Святого Йосипа

Орден Святого Йосипа (італ. Ordine di San Giuseppe, нім. Orden des heiligen Josephs) — тосканській лицарський орден, заснований 1514 року. Надалі вручався як династична нагорода у Великому герцогстві Тосканському і Вюрцберг у XIX столітті. З 1993 року великим магістром Ордену є великий князь Сигізмунд фон Габсбург-Тоскана.

## Історія
Засновано як лицарській орден 1514 року, після чого забутий упродовж XVII—XVIII століть. 19 березня 1807 року великий герцог Фердинанд III Тосканський відновив його у герцогстві Вюрцбург, де був правителем. Коли Фердинанд III повернувся до герцогства Тосканського, він 1817 року відновив орден й там. Після приєднання Тосканського герцогства до італійської державі орден декретом від 18 березня 1860 року скасовано, проте нагороджені цим орденом мали право, як і раніше носити його за своїм бажанням.
Орденом нагороджувалися світські та духовні особи; військові та цивільні, а також деякі іноземці. Одним з головних умов для вступу до ордену було сповідування католицької релігії.
У середині ХХ століття великий князь Готфрід, нащадок колишньої Тосканської правлячої родини стверджуючи, що Орден Святого Йосипа був релігійною та династичною установою, яка не підлягала розпуску італійською владою, відновив його. З 1993 року  Сигізмунд, великий князь Тоскани, є великим магістром орденом Святого Йосипа.
|       |          |                                 |
| Лицар | Командор | Кавалер (лицар) Великого Хреста |

## Ступені
Починаючи з 18 березня 1817 року орден Святого Йосипа мав три ступеня і на кожному — обмежену кількість нагороджених:
- I (Великий Хрест, 20 осіб);
- II (Командор, 30 осіб);
- III (Лицар, 60 осіб).

Великим магістром ордена був зазвичай правлячий Великий герцог як в Тоскані, так й Вюрцбурзі.

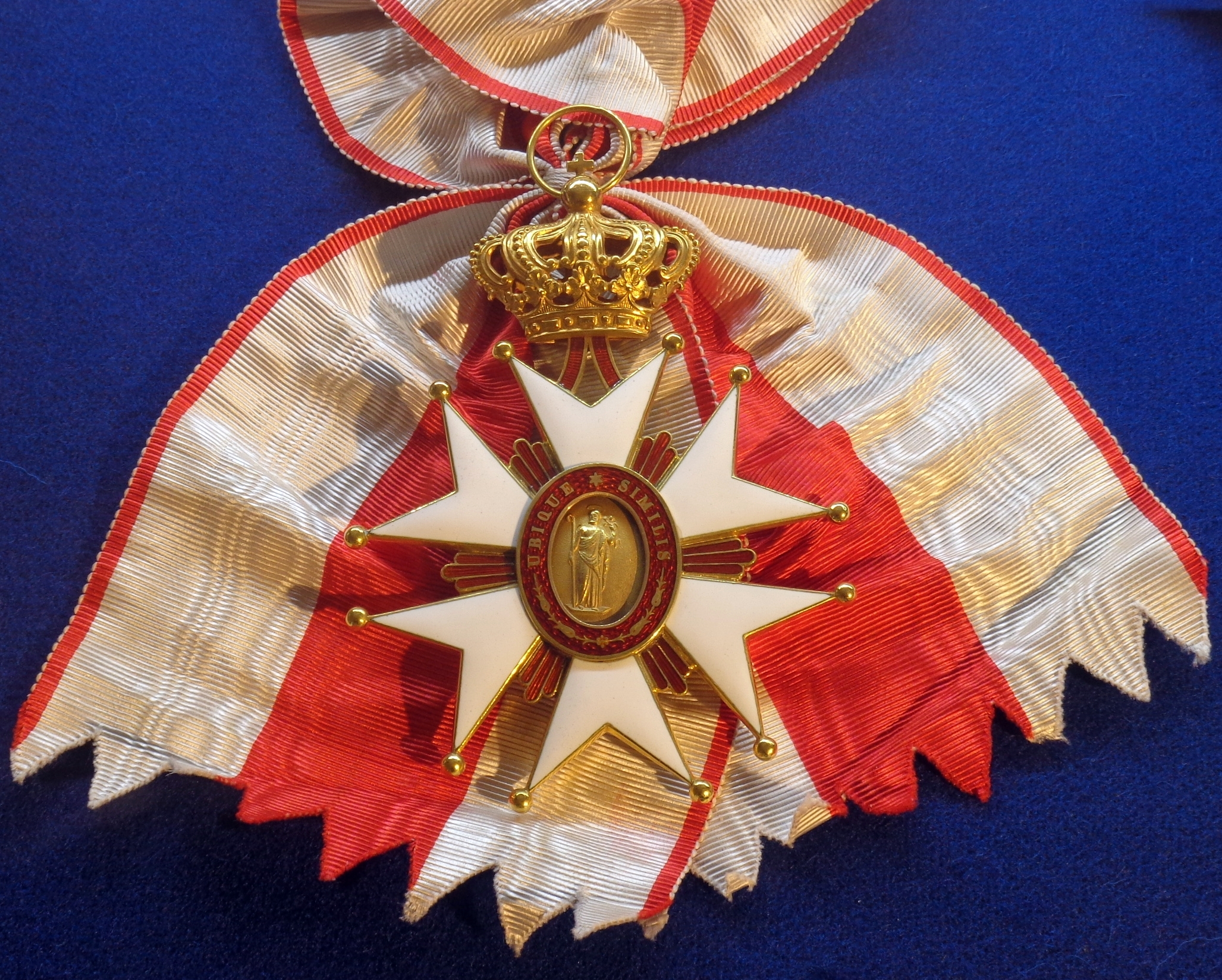
Знак і стрічка Великого хреста ордена Святого Йосипа. Велике герцогство Тосканське. Експозиція Таллінського музею лицарських орденів

## Опис
Орденський знак являє собою шестикінечний хрест білої емалі на золотій підставі. На кожному з роздвоєних закінчень хреста укріплені по дві золоті кульки, всього їх 12. У кожному з кутів між хрестовинами знаходяться по три промені червоної емалі на золотій підставі. У центрі хреста на його передній стороні знаходиться золотий медальйон із зображенням святого Йосипа з написом-девізом навколо нього: «UBIQUE SIMILIS». На зворотному боці ордена вибиті літери «S. J. F.» і 1807 рік. Над хрестом міститься невелика золота корона. Орденська стрічка червоного кольору, з широкими полями по краях.
Кавалери Великого хреста носили Великий Хрест на нагрудній стрічці, перекинутої з правого плеча до лівого стегна. Командори носили свій орден на шийній стрічці, лицарі — із зіркою на лівій стороні грудей. До Великого хреста також додавалася Срібна Зірка такої ж форми і розміру, що й хрест, але без корони. В особливих випадках Великий хрест також носився як кулон на шиї, однак замість стрічки використовувалася золотий ланцюг, ланки якої складалися упереміш із золотих троянд і вставлених у покрите червоною емаллю золото дорогоцінних каменів.